# Saint-Quentin-en-Yvelines
Saint-Quentin-en-Yvelines (ausgesprochen [sɛ̃.kɑ̃.tɛ̃.ɑ̃n‿iv.lin], offizielle Bezeichnung: Communauté d’agglomération de Saint Quentin en Yvelines) ist eine in den 1970er Jahren angelegte „Neue Stadt“ (Ville nouvelle) im Département Yvelines in der Region Île-de-France, rund 30 km südwestlich von Paris. Seit 2004 hat sie die Rechtsform einer Communauté d’agglomération. Ihren heutigen Zuschnitt bekam sie mit Wirkung vom 1. Januar 2016 durch Fusion mit einem benachbarten Gemeindeverband. Seither umfasst sie zwölf Gemeinden. Der Verwaltungssitz befindet sich im Ort Trappes. Die Einwohnerzahl beträgt etwa 230.000.

## Historische Entwicklung
Der Gemeindeverband geht auf die Gründung der Ville nouvelle Saint-Quentin-en-Yvelines im Jahr 1972 zurück. In den 1960er Jahren wurde die Errichtung mehrerer solcher Planstädte im Umland von Paris (Banlieue) beschlossen, um der Überbevölkerung der Hauptstadt und ihrer unmittelbaren Vororte abzuhelfen. Als Zentrum der neuen Stadt wurde die Kirche Saint-Quentin-les-sources in der Gemeinde Montigny-le-Bretonneux gewählt, die dem Heiligen Quintinus geweiht ist. Von diesem leitet sich auch der Name der neuen Stadt und des Gemeindeverbands ab. Die zugehörigen Gemeinden waren bis dahin nur kleine Dörfer gewesen, deren Bevölkerung in den 1970er Jahren dank der neuen Großwohnsiedlungen sprunghaft anstieg (von insgesamt 24.866 im Jahr 1968 auf 93.906 im Jahr 1982). Ein Großteil der Wohnungen waren HLM (Habitations à loyer modéré, französisches Äquivalent zur Sozialwohnung). Einfamilienhäuser machten 25 Prozent der neuen Wohngebäude aus, der geringste Anteil unter den fünf Villes nouvelles um Paris.
Danach gab es mehrere Änderungen der Organisationsstruktur, bis im Jahre 1984 ein Syndicat d’agglomération nouvelle (SAN) gebildet wurde, aus dem mit Wirkung vom 1. Januar 2004 schließlich eine Communauté d’agglomération hervorgegangen ist.
Am 1. Januar 2016 fusionierte der Gemeindeverband mit der Communauté de communes de l’Ouest Parisien (mit 3 Gemeinden), zwei weitere Gemeinden (Coignières und Maurepas) schlossen sich dem Gemeindeverband ebenfalls an. Aus diesem Anlass wurde die Körperschaft unter fast identischem Namen neu gegründet.

## Mitgliedsgemeinden
| Gemeinde                                             | Einwohner 1. Januar 2022 | Fläche km² | Dichte Einw./km² | Code INSEE | Postleitzahl |
| ---------------------------------------------------- | ------------------------ | ---------- | ---------------- | ---------- | ------------ |
| Coignières                                           | 4.385                    | 8,27       | 530              | 78168      | 78310        |
| Élancourt                                            | 26.348                   | 8,51       | 3.096            | 78208      | 78990        |
| Guyancourt                                           | 29.758                   | 13,00      | 2.289            | 78297      | 78280        |
| La Verrière                                          | 6.142                    | 1,77       | 3.470            | 78644      | 78320        |
| Les Clayes-sous-Bois                                 | 16.940                   | 6,11       | 2.773            | 78165      | 78340        |
| Magny-les-Hameaux                                    | 9.353                    | 16,64      | 562              | 78356      | 78114        |
| Maurepas                                             | 19.960                   | 8,32       | 2.399            | 78383      | 78310        |
| Montigny-le-Bretonneux                               | 32.150                   | 11,65      | 2.760            | 78423      | 78180        |
| Plaisir                                              | 31.971                   | 18,68      | 1.712            | 78490      | 78370        |
| Trappes                                              | 34.276                   | 13,47      | 2.545            | 78621      | 78190        |
| Villepreux                                           | 11.568                   | 10,40      | 1.112            | 78674      | 78450        |
| Voisins-le-Bretonneux                                | 10.740                   | 2,38       | 4.513            | 78688      | 78960        |
| Communauté d’agglomération Saint-Quentin-en-Yvelines | 233.591                  | 119,20     | 1.960            | –          | –            |

## Ville nouvelleSaint-Quentin-en-Yvelines

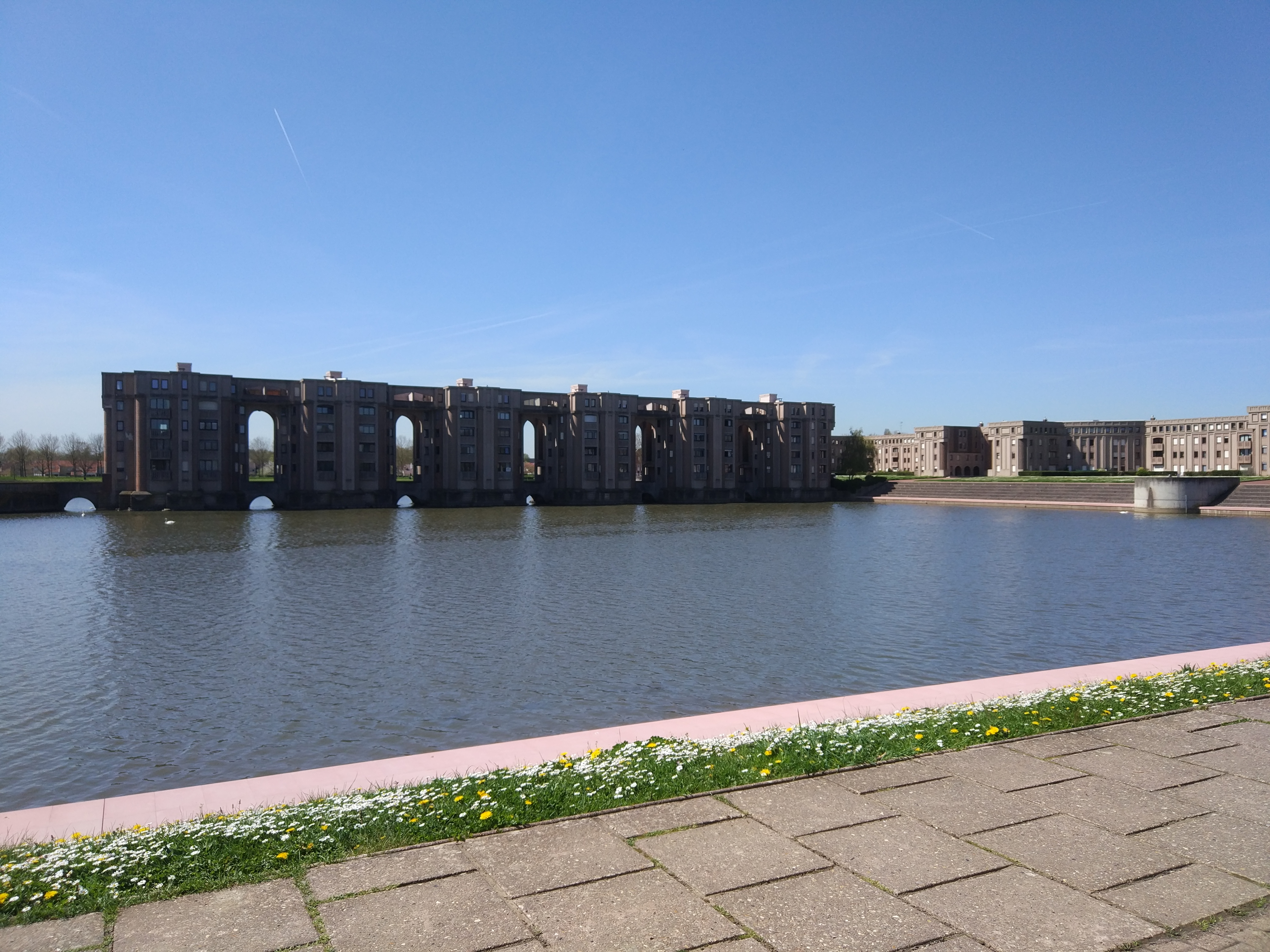
Arcades du Lac

### Sehenswürdigkeiten
In den 1980er Jahren errichtete der spanische Architekt Ricardo Bofill hier zwei seiner bekannten postmodernen Wohnanlagen:
- 1982: Les Arcades du Lac und Viadukt
- 1986: Les Temples du Lac

### Verkehrsanbindung
Am gleichnamigen Bahnhof Saint-Quentin-en-Yvelines an der Bahnstrecke Paris–Brest halten u. a. Züge der Pariser RER-Linie C, der Transilien Linie U (La Défense) und an der Transilien Linie N (Paris-Montparnasse).

### Sport
In Saint-Quentin-en-Yvelines befindet sich das Vélodrome National, eine Sporthalle mit Radrennbahn. In der Halle wurden die UCI-Bahn-Weltmeisterschaften 2015 und 2022 sowie die Paracycling-Bahn-WM 2022 ausgetragen.
Saint-Quentin-en-Yvelines war von 1991 bis 2015 Start- und Zielpunkt des alle vier Jahre ausgetragenen Brevets (Fahrradmarathon) Paris–Brest–Paris.
Während der Olympischen Sommerspiele 2024 fanden in Saint-Quentin-en-Yvelines die BMX-Wettkämpfe statt.
Der 1990 angelegte Golfplatz Le Golf National ist im Jahr 2018 Austragungsort des 42. Ryder Cup.

### Bildung
Mehrere Fakultäten der Universität Versailles (Université de Versailles-Saint-Quentin-en-Yvelines, UVSQ) haben ihren Sitz in Saint-Quentin.